# Феррай, Нертиль
Нертиль Феррай (алб. Nertil Ferraj; 11 сентября 1987 года, Тирана) — албанский футболист, играющий на позиции полузащитника. Выступает за албанский клуб «Лузи Юнайтед».

## Клубная карьера
Нертиль Феррай — воспитанник тиранского «Динамо». Отыграв за «Динамо» 6 сезонов на высшем уровне Феррай в июле 2011 года перешёл в другой столичный клуб «Тирану». В конце августа 2013 года он перебрался в команду «Кастриоти». Год спустя Феррай вернулся в «Динамо», в то время выступавшему в Первом дивизионе, втором уровне в системе футбольных лиг Албании. Первую половину сезона 2015/16 Феррай выступал за клуб «Теута», а в зимнее трансферное окно перешёл в «Кукеси».

## Карьера в сборной
Нертиль Феррай провёл ряд матчей за юношеские и молодёжные сборные Албании. 17 февраля 2010 года он дебютировал за главную национальную команду в матче против сборной Косова.

## Статистика выступлений

### В сборной
| Матчи и голы Нертиля Феррая за сборную Албании | Матчи и голы Нертиля Феррая за сборную Албании | Матчи и голы Нертиля Феррая за сборную Албании | Матчи и голы Нертиля Феррая за сборную Албании | Матчи и голы Нертиля Феррая за сборную Албании | Матчи и голы Нертиля Феррая за сборную Албании | Матчи и голы Нертиля Феррая за сборную Албании |
| №                                              | Дата                                           | Место проведения                               | Соперник                                       | Счёт                                           | Голы                                           | Соревнование                                   |
| ---------------------------------------------- | ---------------------------------------------- | ---------------------------------------------- | ---------------------------------------------- | ---------------------------------------------- | ---------------------------------------------- | ---------------------------------------------- |
| 1                                              | 17 февраля 2010                                | Городской стадион, Приштина                    | Косово                                         | 3:2                                            | —                                              | Товарищеский матч                              |

Итого: 1 матч / 0 голов; www.national-football-teams.com.